# 黃梓育
黃梓育（1989年3月31日—），是台灣的棒球選手，曾效力於中華職棒兄弟象隊，守備位置為投手。2013年遭到釋出，生涯無一軍出賽記錄。

## 經歷
- 屏東縣建國國小少棒隊
- 屏東縣鶴聲國中青少棒隊
- 屏東縣屏東高中青棒隊
- 嘉南藥理大學棒球隊（台糖）
- 中華職棒興農二軍借將（2009年）
- 中華職棒Lamigo桃猿隊代訓球員（2011年）
- 台東綺麗珊瑚棒球隊（2012年）
- 中華職棒兄弟象隊（2013年）
- 高雄市普門中學青棒隊教練（2014年～2017年）
- 屏東縣屏東高中青棒隊教練（2017年～2019年）
- 屏東縣高泰國中青少棒隊總教練（2019年～）

## 特殊事蹟
- 2011年6月2日，於斗六棒球場對戰統一二軍，投出三次死球，隊友吳俊逸則投出兩次，單隊五次死球平中華職棒二軍記錄。

## 外部連結
- 黃梓育在台灣棒球維基館上的頁面（繁體中文）
- 黃梓育在中華職棒